# Futbol Club Rànger's
El FC Rànger's és un club andorrà de futbol de la ciutat d'Andorra la Vella fundat l'any 1981 i que s'afilià a la lliga el 1999.

## Palmarès
- 2 Lliga andorrana de futbol: 2006, 2007[2]
- 1 Supercopa andorrana de futbol: 2006